# Višnu Vardhan
Višnu Vardhan, také známý pod jménem J. Vishnuvardhan (* 27. července 1987 Secunderabad) je indický profesionální tenista. Ve své dosavadní kariéře na okruhu ATP World Tour nevyhrál žádný turnaj. Do roku 2018 zvítězil na šesti challengerech ATP ve čtyřhře a v rámci okruhu ITF získal deset titulů ve dvouhře a třicet tři ve čtyřhře.
Na žebříčku ATP byl ve dvouhře nejvýše klasifikován v září 2012 na 262. místě a ve čtyřhře pak v lednu 2018 na 115. místě. Trénuje ho C. V. Nagraj.
Na Asijských hrách 2010 v Kantonu získal spolu se Saniou Mirzaovou stříbrnou medaili ve smíšené čtyřhře a bronzový kov v soutěži družstev. V daviscupovém týmu Indie debutoval 18. září 2011, když nastoupil v utkání baráže Světové skupiny ke dvouhře proti Japonci Kei Nišikorimu v tokijském Ariake Coliseum. Utkání prohrál poměrem 5–7, 3–6 a 3–6. Indie pak celkově Japonsku podlehla 1–4 a v následujícím ročníku soutěže hrála nižší úroveň 1. skupinu zóny Asie a Oceánie.
Indii reprezentoval na londýnských Letních olympijských hrách 2012 spolu s Leanderem Paesem v soutěži mužské čtyřhry. Z pozice náhradníka zasáhl také do soutěže mužské dvouhry, v níž podlehl v úvodním kole Slovinci Kavčičovi.

## Tituly na challengerech ATP
| Legenda – tituly     |
| -------------------- |
| Challengery (6 Č)    |
| Futures (10 D; 33 Č) |

### Čtyřhra (6 titulů)
| č. | datum             | turnaj                 | povrch | spoluhráč      | poražení finalisté                   | výsledek                   |
| -- | ----------------- | ---------------------- | ------ | -------------- | ------------------------------------ | -------------------------- |
| 1. | 28. srpna 2011    | Nur-Sultan, Kazachstán | tvrdý  | Karan Rastogi  | Harri Heliövaara Denys Molčanov      | 7–6(7–3), 2–6, [10–8]      |
| 2. | 2. září 2012      | Bangkok, Thajsko       | tvrdý  | Diviž Šaran    | Lee Hsin-han Peng Hsien-yin          | 6–3, 6–4                   |
| 3. | 23. června 2017   | Fergana, Uzbekistán    | tvrdý  | Sriram Baladži | Juja Kibi Šuiči Sekiguči             | 6–3, 6–3                   |
| 4. | 22. července 2017 | Astana, Kazachstán     | tvrdý  | Tošihide Macui | Jevgenij Karlovskij Jevgenij Ťjurněv | 7–6(7–3), 6–7(5–7), [10–7] |
| 5. | 5. srpna 2017     | Čcheng-tu, ČLR         | tvrdý  | Sriram Baladži | Hsieh Cheng-peng Peng Hsien-yin      | 6–3, 6–4                   |
| 6. | 4. listopadu 2017 | Šen-čen, ČLR           | tvrdý  | Sriram Baladži | Austin Krajicek Jackson Withrow      | 7–6(7–3), 7–6(7–3)         |